# Episodi di One Piece (tredicesima stagione)
Questa lista comprende la tredicesima stagione della serie televisiva anime One Piece, prodotta da Toei Animation, diretta da Kōnosuke Uda e tratta dall'omonimo manga di Eiichirō Oda.
La tredicesima stagione si intitola Saga di Impel Down (インペルダウン篇?, Inperu Daun hen) e raggruppa gli episodi dal 422 al 458. Essa è ambientata a Impel Down, la grande prigione dove Monkey D. Rufy si infiltra aiutato da Boa Hancock per cercare di salvare suo fratello Portuguese D. Ace. I 37 episodi sono stati trasmessi in Giappone su Fuji TV tra il 2009 e il 2010 e la pubblicazione in DVD è avvenuta dal 1º giugno al 7 settembre 2011. In Italia gli episodi dal 422 al 452 sono andati in onda su Italia 1 dal 9 novembre al 21 dicembre 2010, mentre gli episodi restanti, dal 453 al 458, sono stati trasmessi dal 6 all'11 maggio 2012 su Italia 2.
Le sigle di apertura adottate sono Share the World dei TVXQ, per gli episodi dal 422 al 425, e Kaze o sagashite (風をさがして? lett. "Cercando il vento"), cantata da Mari Yaguchi del gruppo Yaguchi Mari to Strawhat, per gli episodi dal 426 al 458. L'edizione italiana ha adottato invece come sigla unica di apertura e di chiusura All'arrembaggio! di Cristina D'Avena e Giorgio Vanni sulle immagini di Share The World fino all'episodio 425 e su quelle di Kaze o sagashite fino all'episodio 452; sostituita da Tutti all'arrembaggio One Piece di Cristina D'Avena e Giorgio Vanni sulle immagini di Kaze o sagashite per i restanti episodi.

## Lista episodi
| Nº  | Titolo italiano Giapponese 「Kanji」 - Rōmaji - Traduzione letterale | In onda          | In onda          |
| Nº  | Titolo italiano Giapponese 「Kanji」 - Rōmaji - Traduzione letterale | Giapponese       | Italiano         |
| 422 | Infiltrazione nella prigione sotterranea 「決死の潜入! 海底監獄インペルダウン」 - Kesshi no sennyū! Kaitei kangoku Inperu Daun – "Infiltrazione a costo della vita! Impel Down, la prigione sottomarina" | 18 ottobre 2009  | 9 novembre 2010  |
| 422 | Garp riferisce ad Ace che Rufy è ora a conoscenza dell'identità di Dragon e confessa di avere sperato che entrassero in Marina. Intanto i pirati di Bagy fanno rotta verso Impel Down nella speranza di liberarlo, ma Albida si rifiuta di mettere a rischio la propria vita per lui affermando che sia impossibile infiltrarsi nella grande prigione. Albida scoraggia il resto della ciurma aggiungendo che porterà via la nave se gli altri tenteranno di salvare Bagy. Intanto Hancock raggiunge Impel Down con Rufy dove si incontra con Hannyabal e viene poi sottoposta a una perquisizione da Domino prima che le venga concesso di entrare. |                  |                  |
| 423 | Avventura nella Grande Prigione 「地獄で再会!? バラバラの実の実力者!」 - Jigoku de saikai!? Bara Bara no Mi no nōryokusha! – "Riunione all'inferno!? Il possessore del frutto Puzzle Puzzle!" | 25 ottobre 2009  | 10 novembre 2010 |
| 423 | Hancock pietrifica Domino e la lumacamera per permettere a Rufy di uscire prima che venga perquisita. Hancock sale poi su un ascensore per raggiungere Magellan, che dirige la prigione al quarto livello mentre le viene illustrata la struttura della prigione che è appunto suddivisa in livelli. Rufy si infiltra nel primo livello dove è detenuto Bagy che riesce a evadere dalla sua cella poiché le guardie non avevano riconosciuto che fosse in possesso di un frutto del diavolo. Bagy si fa scoprire da alcune guardie e fa scattare diverse trappole durante la sua fuga, tuttavia, Rufy riesce a eluderle e a scoprire che Ace si trova al quinto livello. Bagy, inseguito dai blugori, incappa in Rufy e, dopo qualche battibecco, decide di allearsi per combattere gli inseguitori. |                  |                  |
| 424 | Discesa agli inferi 「破れ! 紅蓮地獄 バギーのド派手大作戦」 - Yabure! Guren jigoku. Bagī no dohade daisakusen – "Irruzione! L'inferno cremisi. Il grande e vistoso piano di Bagy" | 1º novembre 2009 | 11 novembre 2010 |
| 424 | Rufy sconfigge facilmente molti blugori mentre Bagy ne sistema uno solo. Bagy racconta a Rufy di come in passato abbia incontrato Ace e accetta di collaborare in cambio del bracciale che ha preso a Thriller Bark, che è un indizio sulla posizione del tesoro di John. I due raggiungono l'area principale del primo livello della grande prigione, conosciuto come l'inferno cresimi, dove i detenuti vengono costretti a correre in una foresta nella quale gli alberi sono lunghe lame taglienti e l'erba è sottile e pungente come aghi. L'abilità del frutto Puzzle Puzzle permette a Bagy di portare Rufy attraverso la foresta. Proprio mentre sta pensando di lasciare Rufy che si è lanciato nel buco che conduce al secondo livello della prigione, Bagy viene spinto giù da un'ascia lanciata da un Blugori. Nel livello sottostante, chiamato l'inferno delle bestie demoniache è prigioniero Mr. Three. |                  |                  |
| 425 | La comparsa di Magellan 「監獄最強の男! 毒人間マゼラン登場」 - Kangoku saikyō no otoko! Doku ningen Mazeran tōjō – "L'uomo più forte della prigione! Entra in scena Magellan, l'uomo-veleno" | 8 novembre 2009  | 12 novembre 2010 |
| 425 | Rufy e Bagy si ritrovano nell'inferno delle bestie demoniache, dove cominciano a battersi con i mostri presenti. Rufy sconfigge il potente basilisco con un singolo pugno in Gear Third, ma così facendo allerta anche le guardie. Hancock incontra Magellan, che ha mangiato il frutto Doku Doku che l'ha reso in grado di manipolare il veleno a suo piacimento. Bagy riesce a liberare alcuni prigionieri nel tentativo di creare confusione per favorire la loro fuga, tuttavia i detenuti fanno ritorno nelle loro celle per paura del boss del secondo livello. Rufy e Bagy incontrano Mr. Threee che si offre di aiutarli a raggiungere il terzo livello. Intanto, al quartier generale della Marina, Sengoku rimane sorpreso nell'apprendere che Orso non abbia eliminato Rufy, che alla fine è riuscito a infiltrarsi a Impel Down anche se si dimostra convinto del fatto che verrà catturato. Sengoku ricorda che vent'anni prima era evaso Shiki. |                  |                  |
| 426 | Nuove scoperte sull'isola Kansorn 「映画連動特別編 動き出す金獅子の野望」 - Eiga rendō supesharu. Ugokidasu Kinjishi no yabō – "Special legato al film. L'ambizione del Leone d'oro si muove" | 15 novembre 2009 | 15 novembre 2010 |
| 426 | Vent'anni prima che Rufy arrivasse a Impel Down, Shiki riuscì a fuggire da essa tagliandosi le gambe. Attualmente, Shiki offre ai Pirati di Largo di diventare la cinquantunesima ciurma sotto il suo comando a patto che adempiano a una certa richiesta. Intanto Rufy, Usop, Chopper e Brook stanno cercando di catturare un grosso pesce che, però, viene mangiato da un enorme coleottero. Rufy comincia a battersi con l'insetto con l'intenzione di farlo entrare nella sua ciurma. Esso, tuttavia, fugge in direzione di una vicina isola portando con sé Zoro, Sanji e Usop. Qui i pirati incontrano Yoko, che indossa un'uniforme della Marina che attacca Rufy poiché indispettita da come ha trattato il coleottero. Alcuni abitanti dell'isola escono allo scoperto e raccontano la loro vita segnata dalla paura dovuta, secondo loro alla mancata protezione da parte della Marina. Viene inoltre mostrato loro il villaggio, chiamato Little East Blue, che ricorda il mare orientale. Mentre Nami si dirige verso l'isola sul suo waver i Pirati di Largo fanno rotta verso il villaggio per soddisfare la richiesta di Shiki e catturare il coleottero gigante. |                  |                  |
| 427 | Attacco a Little East Blue 「映画連動特別編 狙われた小さな東の海」 - Eiga rendō supesharu. Nerawareta Ritoru Īsuto Burū – "Special legato al film. Little East Blue nel mirino" | 22 novembre 2009 | 16 novembre 2010 |
| 427 | I membri della ciurma fanno amicizia con alcuni abitanti dell'isola e visitano alcuni luoghi che ricordano loro da dove provengono, cosa che irrita Yoko. I pirati Amigo si apprestano a raggiungere l'isola, ma dato che Largo sta dormendo è Corto a guidare la spedizione. Nami fa la conoscenza dei membri dell'Orenami fan club i cui membri la guidano attraverso un labirinto e le mostrano una statua che la ritrae nuda, cosa della quale Nami non è molto contenta. Nami si incontra poi con Yoko, che le ricorda se stessa quando ha incontrato Rufy. Mentre la ciurma è a una festa i pirati Amigo sferrano il loro attacco, distruggendo gran parte del villaggio ed esigendo che venga consegnato loro il coleottero. Rufy sconfigge facilmente Corto e i suoi uomini con l'aiuto di Sanji e Zoro, ma in quel momento compare Largo, che lo intrappola in una rete di aghi. |                  |                  |
| 428 | Rubber e la difesa di Boss 「映画連動特別編 アミーゴ海賊団の猛攻」 - Eiga rendō supesharu. Amīgo kaizoku-dan no mōkō – "Special legato al film. Il feroce attacco dei pirati Amigo" | 29 novembre 2009 | 17 novembre 2010 |
| 428 | Il resto della ciurma si dirige verso il luogo dove si sta svolgendo il combattimento. Zoro e Sanji cercano di colpire Largo che usa i suoi poteri del suo frutto del diavolo per creare delle reti con le quali intrappola i suoi avversari. Largo e Corto minacciano di radere al suolo il villaggio se non verrà consegnato loro il coleottero. Nonostante le obiezioni di Yoko il coleottero esce allo scoperto, deciso a sacrificarsi per salvare il villaggio e viene velocemente sconfitto e catturato. Interviene allora Rufy che squarcia la rete e colpisce l'insetto dichiarando di volersi di nuovo battere. Dopo avere fatto la muta il coleottero riesce a liberare Rufy, Sanji e Zoro dalle reti. Gli abitanti del villaggio e i membri della ciurma si preparano dunque a battersi contro i pirati Amigo. |                  |                  |
| 429 | La sconfitta di Largo 「映画連動特別編 決戦！ルフィVSラルゴ」 - Eiga rendō supesharu. Kessen! Rufi VS Rarugo – "Special legato al film. Scontro decisivo! Rufy contro Largo" | 6 dicembre 2009  | 18 novembre 2010 |
| 429 | Nami, mentre tenta di fare evacuare gli abitanti dell'isola, si imbatte nei pirati Amigo che si stanno scontrando contro Zoro e Sanji. Intanto Rufy fa altrettanto con Largo, ma viene intrappolato quando questo trasforma il suo intero corpo in una rete. Rufy usa il Gear Third per strappare la rete e colpisce poi Largo, sconfiggendolo e distruggendo la sua nave. Il coleottero salva Rufy prima che possa cadere in mare e comincia a battersi in una rivincita che dura ore. Yoko e Nami invece, si raccontano le rispettive esperienze passate prima che Nami richiami la sua ciurma assieme alla quale lascia l'isola. Si scopre, dunque, che il coleottero è particolare, sfuggito a Shiki, creato allo scopo di formare un esercito di mostri per conquistare il mondo. |                  |                  |
| 430 | Jinbei, il cavaliere del mare 「囚われの王下七武海! 海侠のジンベエ」 - Toraware no ōka Shichibukai! Kaikyō no Jinbē – "Il membro della Flotta dei 7 imprigionato! Jinbe, il cavaliere del mare" | 13 dicembre 2009 | 19 novembre 2010 |
| 430 | Ace nella sua cella parla con Jinbe, della flotta dei sette, che gli racconta di avere tentato di fermare la guerra tra la Marina e Barbabianca allo scopo di tutelare l'isola degli uomini pesce, protetta proprio dal famoso pirata. Molti altri pirati prigionieri nello stesso livello incluso Crocodile, vogliono invece Barbabianca morto avendo distrutto i loro sogni di gloria. Intanto al secondo livello, Rufy, Bagy e Mr. 3 fuggono inseguiti dalle bestie demoniache che infestano il posto e incappano nella sfinge. Mr. Three, con l'intenzione di fuggire verso il livello superiore assieme a Bagy, tenta di distrarre l'essere usando Rufy e delle repliche in cera di sé come esche. Prima che i due detenuti riescano a fuggire, tuttavia, l'animale colpisce una delle repliche di cera e distrugge accidentalmente il pavimento facendo cadere se stessa e i suoi avversari al terzo livello. |                  |                  |
| 431 | L'Inferno della Fame 「牢番長サルデスの罠 LV.3飢餓地獄」 - Rōbansha Sarudesu no wana. Reberu surī kiga jigoku – "La trappola del carceriere Saldeath. Terzo livello, l'inferno della fame" | 20 dicembre 2009 | 22 novembre 2010 |
| 431 | Con la sfinge caduta al piano inferiore al secondo livello scoppia una rivolta. Intanto, Sengoku è indignato dopo essere venuto a conoscenza dell'irruzione di Rufy nella prigione, considerata da tutti inespugnabile, non essendo sfuggito nessuno da quando vent'anni prima era evaso Shiki. Rufy, Bagy e Mr. Three si aggirano per il terzo livello, un deserto rovente nel quale i prigionieri non ricevono viveri, finché non vengono catturati insieme alla sfinge da una rete di agalmatolite attivata da Saldeath, che comanda le guardie. La sfinge riesce a rompere la rete e, mentre Rufy si batte con le guardie, Bagy e Mr. Three tentano senza successo di lasciare il livello. Intanto Hancock si avvicina alla cella di Ace mentre al terzo livello, Mr. Two canta allegramente all'interno della propria cella. |                  |                  |
| 432 | Il cigno liberato 「解き放たれた白鳥！再会！ボン・クレー」 - Tokihanatareta suwan! Saikai! Bon Kurē – "Il cigno liberato! Riunione! Von Clay" | 27 dicembre 2009 | 23 novembre 2010 |
| 432 | Mr. 3 e Bagy trovano la cella di Mr. Two e, grazie al potere di Galdino, viene liberato. All'esterno della prigione alcuni membri della Marina si offrono di aiutare Impel Down a superare l'emergenza, ma Sady, che comanda i guardiani demoniaci, non li fa entrare affermando che sarebbero solo d'impiccio e chiude ogni uscita della prigione rendendola completamente isolata dall'esterno. Il gruppo di Hancock arriva alla cella di Ace, con la bellezza di Hancock che causa un parapiglia fra gli altri detenuti, che viene però sedato da Magellan con il suo veleno; durante il trambusto, Hancock riesce a comunicare ad Ace che Rufy è nella prigione ed è intenzionato a salvarlo. Intanto Rufy viene attaccato da alcune guardie e dalla sfinge, ma in suo aiuto giunge Mr. Two che mette fuori combattimento il mostro e si offre di accompagnare Rufy al quinto livello di Impel Down in quanto desidera incontrare Ivankov. |                  |                  |
| 433 | La furia del Direttore Magellan 「署長マゼラン動く 完成! 麦わら包囲網」 - Shochō Mazeran ugoku. Kansei! Mugiwara hōimō – "Il direttore Magellan si muove. Completa! La rete per catturare Cappello di Paglia" | 10 gennaio 2010  | 24 novembre 2010 |
| 433 | Hancock lascia impel Down augurandosi che la missione di Rufy abbia successo. Magellan però si sta già informando dei guai causati da Rufy e dalle persone che ha incontrato: Bagy, Mr. Two e Mr. 3. Sady lo informa che al terzo livello si trova Minotauros, uno dei guardiani demoniaci, ma Magellan ordina che le guardie si preparino a fermarli al quarto nel caso in cui riuscissero a sfuggire alla creatura. Rufy e Mr. Two si imbattono in Minotauros, che li attacca senza dargli il tempo di reagire. I due lo affrontano a fatica finché Rufy non utilizza il Gear Second per scagliarlo lontano. Poi raggiungono l'accesso al quarto livello in cui fa ancora più caldo che al terzo. A un tratto vengono raggiunti da Bagy e Mr. Three in fuga da Minotauros, giunto dove si trovavano dopo essere stato scagliato lì da Rufy. Rufy e Mr. Two perciò ricominciano a fuggire, ma in poco tempo decidono di passare al contrattacco. Bagy scaglia contro il nemico una Bagy ball una piccola sfera esplosiva di sua invenzione, ma il mostro si rialza. Mr. Two allora gli sferra uno dei suoi calci più potenti e infine Rufy lo colpisce con un pugno rivestito con la cera di Mr. Three, che è più dura dell'acciaio. Alla fine il guardiano demoniaco crolla a terra privo di sensi. |                  |                  |
| 434 | Inferno Rovente 「全戦力集結！ LV4·焦熱地獄の決戦」 - Zensenryoku shūketsu! Reberu fō. Shōnetsu jigoku no kessen – "Preparativi per la guerra! Quarto livello. Battaglia nell'inferno rovente" | 17 gennaio 2010  | 25 novembre 2010 |
| 434 | Sconfitto minotauros il pavimento sotto i piedi di Rufy e compagni cede, facendoli cadere al livello sottostante. Mentre Hancock lascia Impel Down, Momonga viene a sapere che Shanks si sta battendo con Kaido nel Nuovo Mondo per evitare che attacchi Barbabianca. Nel frattempo Magellan ordina a Sady e ai restanti guardiani demoniaci di mettersi a guardia delle scale che conducono al quinto livello, mentre Hannyabal si occuperà di quelle che portano al terzo. Intanto Rufy e gli altri atterrano al quarto livello, dove è detenuto tra gli altri anche Mr. One, riuscendo a evitare le pozze di sangue bollente. Rufy e Mr. Two attraversano il livello in cerca di cibo fino a quando vengono intercettati da Magellan. |                  |                  |
| 435 | La forza velenosa 「マゼラン強し! ボン・クレー敵前逃亡」 - Mazeran tsuyoshi! Bon Kurē tekizen tōbō – "La forza di Magellan! La ritirata di Von Clay davanti al nemico" | 24 gennaio 2010  | 26 novembre 2010 |
| 435 | Rufy è deciso a sconfiggere Magellan, ma Mr. 2 cerca di dissuaderlo perché il direttore ha mangiato il frutto Doku Doku, che lo ha reso velenoso. Magellan si interroga come Rufy abbia fatto a entrare e spiega che le vie di fuga da quel livello sono state bloccate; subito dopo parte all'attacco. Rufy cerca di contrattaccare, ma Mr. Two glielo impedisce e i due si danno alla fuga. Rufy riesce a distruggere parte del veleno con il fuoco del quarto livello, ma si rende conto che Magellan non può essere nemmeno toccato e si limita a schivare gli attacchi. Mr. Two resta in disparte anche se vorrebbe aiutare Rufy, ma è spaventato da Magellan. Alla fine decide di fuggire, ritenendo di non avere possibilità di vittoria. Bagy e Mr. Three raggiungono le scale che conducono al piano superiore che sono sorvegliate da Hannyabal e lo attaccano. Rufy, messo in seria difficoltà da Magellan, decide di passare al contrattacco e attiva il Gear Second. |                  |                  |
| 436 | Il disperato attacco finale 「雌雄決す！捨て身のルフィ最後の一撃」 - Shiyū kessu! Sutemi no Rufi saigo no ichigeki – "Dura determinazione! Il colpo finale di Rufy a rischio della vita" | 31 gennaio 2010  | 29 novembre 2010 |
| 436 | Al terzo livello della prigione, Hannyabal ha appena sconfitto Bagy e Mr. 3, che hanno osato attaccarlo. Al piano inferiore, Rufy soffre terribilmente per colpa del veleno che gli ricopre le mani, ma non è intenzionato ad arrendersi. Lo scontro prosegue e Magellan ricorre ancora al suo potere per colpire nuovamente Rufy. Questi non riesce a difendersi e progressivamente inizia a perdere la vista e l'udito, fino a crollare a terra. Mr. Two raggiunge Hannyabal e sconfigge gli uomini che lo circondano. Dopodiché affronta Hannyabal e utilizza il suo frutto del diavolo per trasformarsi in Nami e sfruttare così le debolezze. Rufy si rialza e tenta un disperato attacco finale, ma non riesce nemmeno a prendere la mira. Riattiva il Gear Second, ma Magellan lo ricopre di veleno, sconfiggendolo. |                  |                  |
| 437 | Un amico coraggioso 「友達だから ボン・クレー決死の救出行」 - Dachi dakara. Bon Kurē kesshi no kyūshutsukō – "Perché è mio amico. Il salvataggio di Von Clay pronto a morire" | 7 febbraio 2010  | 30 novembre 2010 |
| 437 | Magellan ordina che Rufy sia rinchiuso al quinto livello di impel Down. In seguito si reca alle scale che conducono al terzo livello, dove Hannyabal è stato sconfitto da Mr. Two. Bagy e Mr. Three rimangono da soli con Hannyabal, che in realtà è Mr. Two che sta utilizzando i poteri del frutto Mimo Mimo. Mr. Two decide di raggiungere Rufy e salvarlo, così si reca in infermeria per farsi consegnare un antidoto al veleno di Magellan. La combinazione dei veleni però non è curabile, così Mr. Two torna dagli altri e si dispera finché non trova la soluzione. Rinchiuso a Impel Down si trova infatti Ivankov, che ha guarito pazienti che sembravano incurabili; Mr. Two decide quindi di trovarlo e di fargli guarire Rufy. Si trasforma nuovamente in Hannyabal e raggiunge il quinto livello in cui è rinchiuso Rufy. Lì affronta un branco di lupi soldato, ma alla fine riesce a raggiungere la cella di Rufy e si prepara a liberarlo in nome dell'amicizia. |                  |                  |
| 438 | Il paradiso sotterraneo 「地獄に楽園! インペルダウン LV5.5」 - Jigoku ni rakuen! Inperu Daun Reberu Go ten Go – "Il paradiso all'inferno! Il livello 5.5 di Impel Down" | 14 febbraio 2010 | 1º dicembre 2010 |
| 438 | Mr. 2 si scusa con Rufy per averlo abbandonato e si mette alla ricerca di Ivankov. I due vengono attaccati dai lupi soldato che vengono però respinti dall'Ambizione del re di Rufy prima di essere soccorsi da Inazuma. Mentre Bagy e Mr. Three tentano di fuggire dal quinto livello, Saldeath ha finito di sopprimere la rivolta scoppiata al secondo. Sady invece cerca Mr. Two al terzo livello, Magellan è chiuso in bagno in preda a mal di pancia e Hannyabal è ancora legato nel magazzino. In seguito Mr. Two si risveglia al livello quinto e mezzo, un luogo nascosto all'interno della prigione dove tutti i detenuti scomparsi hanno trovato rifugio, compreso Ivankov. |                  |                  |
| 439 | Il trattamento per curare Rubber 「ルフィ治療開始! イワさん奇跡の能力」 - Rufi chiryō kaishi! Iwa-san kiseki no nōryoku – "Inizia il trattamento di Rufy! L'abilità miracolosa di Iva" | 21 febbraio 2010 | 2 dicembre 2010  |
| 439 | Mr. 2 osserva sbalordito Ivankov, che si difende da una palla di cannone semplicemente sbattendo le ciglia in modo da rispedirla a Bellett. Subito dopo utilizza il suo frutto del diavolo per trasformare Bellett. Mr. Two allora gli si avvicina e lo implora di curare Rufy dal veleno di Magellan. Ivankov lo accompagna lungo un corridoio e durante il tragitto gli spiega che è stato curato perché Rufy, agonizzante, gliel'aveva chiesto. Commosso dal legame di amicizia tra i due Ivankov ha curato entrambi: il trattamento nei confronti di Rufy è già iniziato da dieci ore ed è ancora in corso. In fondo al corridoio si trova una porta sbarrata dietro alla quale c'è Rufy che urla. Il trattamento infatti è molto doloroso e oltre a durare altri due giorni accorcerà la vita di Rufy di dieci anni. Inoltre le possibilità di successo rimangono molto basse e dipendono interamente dalla forza di volontà di Rufy. |                  |                  |
| 440 | Un miracolo per salvare Rubber 「奇跡を信じて! ボン・クレー魂の声援」 - Kiseki o shinjite! Bon Kurē tamashii no seien – "Credere nei miracoli! L'incoraggiamento di Von Clay dal profondo del cuore" | 28 febbraio 2010 | 3 dicembre 2010  |
| 440 | Ivankov spiega che, grazie al frutto horu Horu ha il potere di manipolare gli ormoni e che il luogo dove si trovano è situato tra il quinto e il sesto livello della prigione. Ivankov spiega, inoltre, che il livello più basso della prigione è dove vengono detenuti gli individui che il Governo mondiale considera più pericolosi, tra cui anche Shiryu. Mentre Mr. Two continua a incoraggiare Rufy nonostante le speranze che si salvi siano poche, le guardie si rendono conto della scomparsa di Rufy e si preparano a trasportare Ace sul luogo dell'esecuzione. Eccezionalmente, dopo poco più di un giorno dall'inizio del trattamento, Rufy si riprende e si dichiara guarito. |                  |                  |
| 441 | Di corsa verso il Sesto livello 「ルフィ復活! イワさん脱獄計画始動!」 - Rufi fukkatsu! Iwa-san datsugoku keikaku shidō! – "Rufy si riprende! Inizia il piano di evasione di Iva!" | 7 marzo 2010     | 6 dicembre 2010  |
| 441 | Rufy ringrazia Mr. Two per tutto l'aiuto che gli ha dato e si prepara a raggiungere Ace al sesto livello, chiedendo a Ivankov di evadere insieme. Ivankov rifiuta l'offerta spiegando di far parte dell'Armata rivoluzionaria sotto il comando di Dragon e che fuggirà dalla prigione solo quando farà la sua mossa. Tuttavia, quando scopre della sua parentela con Rufy cambia idea e decide di aiutarlo a salvare Ace. Intanto Bagy e Mr. Three proseguono la loro fuga verso l'esterno. Nel frattempo Magellan si dirige al sesto livello per prendere Ace e consegnarlo alla Marina in attesa sulle navi. |                  |                  |
| 442 | Rubber lotta nel Sesto livello 「エース護送開始 最下層ＬＶ６の攻防!」 - Ēsu gosō kaishi. Saikasō Reberu shikkusu kōbō! – "Parte la scorta di Ace. Battaglia al livello più basso, il sesto!" | 14 marzo 2010    | 7 dicembre 2010  |
| 442 | Rufy, Ivankov e Inazuma procedono di corsa verso il sesto livello travolgendo le guardie che tentano di fermarli. Arrivati a destinazione i tre raggiungono la cella di Ace, ma scoprono che è troppo tardi: Ace sta già risalendo in superficie per essere condotto a Marineford. Rufy allora torna sui suoi passi e cerca di risalire, ma Hannyabal attiva alcune trappole isolando i tre evasi al livello più basso, che inizia a riempirsi di gas soporifero. Inazuma, però, ricorre al frutto Zak Zak per tagliare strisce di pavimento da usare per bloccare il gas. Mentre Ace viene consegnato ai marine, Rufy decide che inseguirà Ace fino al quartier generale della Marina pur di salvarlo, ma non sanno come uscire dalla prigione. Crocodile allora si offre di aiutarlo se verrà liberato. |                  |                  |
| 443 | La sommossa dei prigionieri 「最強チーム結成 震撼! インペルダウン」 - Saikyō chīmu kessei. Shinkan! Inperu Daun – "Si forma la squadra più forte. Trema! Impel Down" | 21 marzo 2010    | 8 dicembre 2010  |
| 443 | Rufy ripensa al male che Crocodile ha fatto a Bibi e si rifiuta di farsi aiutare, ma Ivankov gli fa cambiare idea. A quel punto anche Jinbe chiede di unirsi al gruppo, spiegando di essere molto legato ad Ace e ai Pirati di Barbabianca. Rufy accetta e il gruppo così composto abbandona il sesto livello. Hannyabal ordina a Saldeath e a Sady di raggiungerlo al quarto livello per bloccare la loro fuga. Il gruppo di Rufy torna al livello quinto e mezzo e i trans formati si uniscono a loro per aiutarli a raggiungere l'uscita. Ivankov, inoltre, ordina che vengano aperte altre celle in modo da aumentare la confusione e anche le possibilità di successo dell'evasione. Rufy, Jinbe e Crocodile precedono il gruppo e sconfiggono le guardie poste a protezione del quarto livello. Crocodile raggiunge la cella in cui è rinchiuso Mr. One e lo libera. |                  |                  |
| 444 | L'irruzione di Barbanera 「さらなる混乱! 黒ひげ・ティーチ襲来!」 - Saranaru konran! Kurohige Tīchi shūrai! – "Ulteriore confusione! Barbanera Teach attacca!" | 28 marzo 2010    | 9 dicembre 2010  |
| 444 | Tutti gli animali feroci del secondo livello di impel Down vengono inviati a bloccare gli evasi al quarto livello. Bagy e Mr. Three, allora, ne approfittano per aprire molte celle in modo da creare confusione. I prigionieri assaltano le poche guardie rimaste per poi dirigersi verso l'uscita. Anche più in basso la rivolta prosegue: il gruppo di trans formati guidati da Ivankov raggiunge Rufy al terzo livello e tutti assieme sconfiggono gli intralci. A Marineford, Sengoku viene informato che Barbanera non si trova da nessuna parte sull'isola e che una nave della Marina ha raggiunto Impel Down senza autorizzazione. A bordo vi si trova proprio Barbanera con la sua ciurma, che sbarca e si sbarazza delle guardie all'ingresso con i poteri del frutto Dark Dark. Magellan ricorre al suo potere per sconfiggere gli evasi del secondo livello e ordina che Shiryu venga liberato affinché fermi l'avanzata di Barbanera. Appena esce dalla cella, Shiryu si fa consegnare la sua spada e con essa uccide le guardie che lo hanno liberato. |                  |                  |
| 445 | Barbanera e Shiryu della pioggia 「危険な出会い！黒ひげと雨のシリュウ」 - Kiken na deai! Kurohige to ame no Shiryū – "Un incontro pericoloso! Barbanera e Shiryu della pioggia" | 4 aprile 2010    | 10 dicembre 2010 |
| 445 | Ivankov sprona Rufy a procedere promettendogli che il suo gruppo di trans formati gli coprirà le spalle. Anche i guardiani demoniaci fanno la loro comparsa pronti a sedare la rivolta; Rufy, Jinbe e Crocodile, però, li sconfiggono al primo colpo sfruttando le loro abilità. Al secondo livello di impel Down, Bagy e Mr. Three non sanno come oltrepassare il muro di veleno creato da Magellan davanti alle scale che conducono al piano superiore. Su quest'ultimo, la ciurma di Barbanera sconfigge tutti quelli che cercano di fermarla, finché non si imbatte in Shiryu. Magellan e Hannyabal continuano a dirigersi di corsa verso il quarto livello. Sady si prepara a fermare i ribelli, così Ivankov si trasforma e decide di rimanere indietro per affrontarla facendo in modo che Rufy possa proseguire. Barbanera e i suoi compagni si dirigono al secondo livello, perché Shiryu si è rifiutato di affrontarli. Al quarto livello invece, Rufy e Inazuma si trovano di fronte a Hannyabal armato con la Succhiasangue. |                  |                  |
| 446 | Hannyabal lotta fino alla fine 「意地でも倒れぬ！本気のハンニャバル」 - Iji demo taorenu! Honki no Hannyabaru – "Il suo spirito non cadrà! Hannyabal ce la mette tutta" | 11 aprile 2010   | 13 dicembre 2010 |
| 446 | Hannyabal attacca Rufy con la sua arma. Rufy è in difficoltà con le sue lame infuocate ed è costretto a indietreggiare, finché decide di ricorrere al gear Second e grazie a esso colpisce Hannyabal senza difficoltà. Hannyabal ripensa alla sua carriera a Impel Down e per questo si rialza nonostante sia dolorante. Rufy però lo colpisce ancora. Al secondo livello della prigione, non potendo proseguire, Bagy e i suoi seguaci si prendono una pausa dalla loro fuga. Nel frattempo Barbanera utilizza il suo potere per rimuovere il muro di veleno creato da Magellan per proseguire la sua discesa. Quando Bagy torna sui suoi passi, scopre che la via verso il piano superiore è libera e ordina ai suoi uomini di procedere. Barbanera raggiunge il quarto livello, dove Hannyabal è ancora intento a ostacolare Rufy. Dopo avere usato il suo potere, per sbarazzarsi degli agenti governativi schiaccia a terra Hannyabal mettendogli un piede sul volto, sconfiggendolo definitivamente. Rufy lo riconosce perché l'ha incontrato a Jaya e quando sente pronunciare Barbanera capisce che ha catturato e fatto arrestare Ace. Barbanera spiega di avere avuto intenzione di catturare Rufy per ottenere un posto nella Flotta dei sette, ma il destino ha voluto che Ace lo trovasse e che i due combattessero. Rufy, infuriato, lo colpisce con il Gear Second. |                  |                  |
| 447 | La furia di Rubber 「怒りのJETピストル ルフィVS黒ヒゲ」 - Ikari no Jetto Pisutoru. Rufi VS Kurohige – "Il Jet Pistol rabbioso. Rufy contro Barbanera" | 18 aprile 2010   | 14 dicembre 2010 |
| 447 | Barbanera si rialza sofferente dopo il pugno di Rufy e contrattacca utilizzando il suo frutto del diavolo, scaraventando a terra Rufy. I due pirati si preparano a continuare ad affrontarsi, ma Jinbe interviene e spiega a Rufy che in quel momento è più importante correre a salvare Ace che vendicarsi di Barbanera che ne ha causato la cattura. Rufy si rende conto che Jinbe ha ragione e decide di proseguire verso l'uscita. Gli evasi del gruppo in testa però si imbattono in Minotauros, che ha già ripreso i sensi perché ha risvegliato il proprio frutto Zoo Zoo. Rufy, deciso a salvare Ace a qualsiasi costo, si presenta di fronte al guardiano demoniaco e lo sconfigge con un solo colpo pieno di rabbia. Intanto, Magellan trova Sady sconfitta e legata da Ivankov. Ordina che venga slegata e avanza fino a imbattersi nella ciurma di Barbanera, che sta continuando a scendere nei livelli della prigione. Senza perdere tempo, Magellan avvelena gli intrusi e passa oltre, fino a raggiungere Hannyabal svenuto. Infine imbocca la stessa rampa di scale su cui si trova Rufy. |                  |                  |
| 448 | Come fermare Magellan 「マゼランを止めろ！イワさん奥義炸裂」 - Mazeran o tomero! Iwa-san ōgi sakuretsu – "Fermare Magellan! Iva-san sfodera il suo colpo segreto" | 25 aprile 2010   | 15 dicembre 2010 |
| 448 | Magellan raggiunge alcuni prigionieri e li avvelena; per evitare che arrivi anche a Rufy, che si trova in testa al gruppo, Ivankov decide di fermarsi per affrontarlo. Come ulteriore precauzione inoltre ordina a Inazuma di distruggere le scale che portano al livello superiore con il suo potere. Rufy scopre quello che i due rivoluzionari hanno fatto e decide di tornare indietro ad aiutarli, ma Mr. Two lo convince a non sprecare il loro sacrificio e a proseguire verso l'uscita. Jinbe spiega a Rufy che la cosa migliore da fare una volta raggiunta l'uscita è quella di rubare una nave della Marina con cui raggiungere Marineford. Ivankov riesce a schivare il veleno di Magellan finché entrambi non decidono di porre fine al duello. Nel frattempo Inazuma rimane di guardia in cima alle scale che ha distrutto poco prima. Si augura che Ivankov riesca a sconfiggere Magellan, ma le sue speranze crollano quando le macerie di fronte a Inazuma si aprono e da esse fuoriesce Magellan. Bagy e i suoi seguaci vengono raggiunti dai guardiani demoniaci e durante la fuga si imbattono nel gruppo di Rufy, che ancora una volta si sbarazza dei nemici. I due gruppi uniscono le forze, ma subito dopo vengono raggiunti da Magellan, che ha sconfitto anche Inazuma. |                  |                  |
| 449 | Lo scudo di cera 「マゼランの奇策！はばまれた脱獄計画」 - Mazeran no kisaku! Habamareta datsugoku sakusen – "L'astuto piano di Magellan! L'evasione viene ostacolata" | 2 maggio 2010    | 16 dicembre 2010 |
| 449 | Rendendosi conto che Magellan ha sconfitto i due rivoluzionari, Rufy decide di vendicarli, ma Mr. Two cerca di dissuaderlo. Quando Magellan scaglia il suo veleno contro Rufy esso viene fermato da Mr. Three con un muro di cera che è in grado di resistere alla sua azione corrosiva. Tutti si stupiscono di questo fatto e Rufy decide di affrontare Magellan per dare il tempo agli altri di rubare una nave della Marina. Per farlo si fa costruire da Mr. Three dei guantoni e degli stivali di cera con cui colpire Magellan senza rischiare di rimanere avvelenato. Gli altri criminali raggiungono l'uscita, ma dopo avere aperto il portone scoprono che Magellan ha fatto allontanare le navi della Marina in modo che gli evasi non possano rubarne una. Per questo Jinbe scardina il portone della prigione per creare una zattera improvvisata e trasporta su di essa Crocodile, Mr. One e Bagy verso una nave, per prenderne il controllo e tornare a prendere gli altri. Rufy riesce a sferrare i suoi colpi contro Magellan, che decide di ricorrere alla sua tecnica più forte. |                  |                  |
| 450 | Tutti contro Magellan 「脱獄チーム絶体絶命 禁じ手"毒の巨兵"」 - Datsugoku chīmu zettaizetsumei. Kinjite "Benomu Dēmon" – "Gli evasi vengono messi alle strette. La tecnica proibita, il "Venom Demon"" | 9 maggio 2010    | 17 dicembre 2010 |
| 450 | Magellan decide di porre fine allo scontro con Rufy e si ricopre di un nuovo tipo di veleno in grado di intaccare anche la cera prodotta da Mr. 3 e la pietra. Con essa crea un mostro gigantesco e inizia ad attaccare gli evasi, che devono ricominciare a fuggire. Nel frattempo, Crocodile e Mr. One attaccano i marine presenti sulla nave con lo scopo di impadronirsene. Non riescono a fermarli e Jinbe si occupa di impedire alle altre nove navi di affondarla. Ivankov, dopo avere ripreso i sensi ricorrendo ai suoi poteri e avere recuperato Inazuma ancora svenuto aumenta le dimensioni della sua testa e utilizza l'Hell Wink per scagliarsi dal secondo livello fino all'ingresso della prigione, sfondando il soffitto. Lì raggiunge il gruppo di Rufy, che ha appena scoperto che la nave non è ancora arrivata. In quel momento Jinbe contatta Rufy con un lumacofono e gli ordina di gettarsi in mare. Per scampare al mostro di veleno, tutti gli evasi si aggrappano all'enorme testa di Ivankov che utilizza un altro Hell Wink per scagliarsi all'esterno. Invece di cadere in acqua il gruppo atterra sul dorso di uno squalo balena il cui branco è giunto nella fascia di bonaccia su richiesta di Jinbe. |                  |                  |
| 451 | L'ultima grande impresa 「起こせ最後の奇跡 正義の門を突破せよ」 - Okose saigo no kiseki. Seigi no Mon o toppaseyo – "Create il vostro ultimo miracolo. Sfondare il Cancello della Giustizia" | 16 maggio 2010   | 20 dicembre 2010 |
| 451 | Le balene trasportano gli evasi fino alla nave rubata da Jinbe, che inizia ad allontanarsi dalla grande prigione. Le altre navi della marina partono all'inseguimento e aprono il fuoco, mentre la loro preda si dirige verso il cancello della giustizia. Incredibilmente quest'ultimo inizia ad aprirsi nonostante i comandi siano situati all'interno di Impel Down. Né i marine né i criminali riescono a spiegare questo fatto; Magellan ancora all'esterno, torna nella prigione per capire come sia stato possibile. All'interno della sala controllo sorprende Mr. Two, che ha utilizzato il frutto Mimo Mimo per trasformarsi in Magellan e ingannare le guardie. Jinbe rivela la verità a Rufy, che non accetta che Mr. Two si sia sacrificato come già successo nel regno di Alabasta. Lo contatta così con un lumacofono e lo ringrazia in lacrime, per tutto l'aiuto che gli ha dato. |                  |                  |
| 452 | Rotta verso Marineford 「目指せ海軍本部 エース救出への船出!」 - Mezase Kaigun Honbu. Ēsu kyūshutsu e no funade! – "La destinazione è il Quartier Generale della Marina. La nave salpa per salvare Ace!" | 23 maggio 2010   | 21 dicembre 2010 |
| 452 | Shiryu consegna ai pirati di Barbanera l'antidoto per il veleno di Magellan. Barbanera lo ringrazia per averlo salvato e lo invita a entrare nella sua ciurma; Shiryu accetta volentieri. A bordo della nave di cui si sono impadroniti i trans formati piangono per il sacrificio di Mr. 2. Bagy e i suoi seguaci scoprono che l'imbarcazione è diretta al quartier generale della Marina e cercano in tutti i modi di impedirlo. A un certo punto, la Marina li contatta tramite un lumacofono e sostiene che i responsabili dell'evasione siano Bagy e Rufy. Rivela il passato di Bagy e il suo legame con Roger e Shanks; tutti i suoi seguaci ne rimangono così affascinati. Intrappolato in quell'equivoco, Bagy decide di approfittarne e convince i suoi sostenitori a seguirlo a Marineford, dove spera di uccidere Barbabianca per entrare a far parte dei quattro imperatori. Nel frattempo la nave che trasporta Ace raggiunge Marineford. |                  |                  |
| 453 | Avventure parallele 「仲間達の行方 空島リポートと改造動物」 - Nakama-tachi no yukue. Wezaria ripōto to saibōgu animaru – "La destinazione dei compagni. Il rapporto da Weatheria e gli animali cyborg" | 30 maggio 2010   | 6 maggio 2012    |
| 453 | A Weatheria, Haredas spiega a Nami che non è possibile prevedere quando raggiungeranno le Sabaody. Nami vuole almeno tornare nel mare blu, così Haredas la porta con sé durante un viaggio alla ricerca di fondi per finanziare le sue ricerche. I due atterrano su un'isola colpita da una grave siccità e Haredas si accorda con la popolazione affinché porti la pioggia. Haredas riesce effettivamente a fare piovere e Nami rimane impressionata al punto da decidere di tornare sull'isola delle nuvole per farsi insegnare la sua arte. A Karakuri, Kitton decide di ripristinare il carattere selvaggio di Franky che lo affascinava. Per farlo lo sposta in una foresta in mezzo alla neve, mentre dorme. Al suo risveglio, Franky si ritrova circondato da animali parzialmente modificati in cyborg con aria minacciosa. Nonostante il pericolo, Franky non cambia atteggiamento e sfugge ai loro attacchi, ma improvvisamente un gorilla attacca Kitton e Taroimo che lo stavano osservando da lontano. Franky interviene in loro difesa, ma si limita a incassare i colpi senza reagire. La violenza fa bollire il tè, finché Franky torna come prima e afferra il gorilla utilizzandolo per colpire gli altri animali tornati alla carica. Franky però desidera cambiare bevanda, così Kitton lo accompagna nel vecchio laboratorio di Vegapunk con la speranza che ci sia una macchina in grado di produrre cola. Quando vi entrano, però un allarme inizia a suonare. |                  |                  |
| 454 | Nostalgia degli amici 「仲間達の行方 巨鳥のヒナと桃色の対決」 - Nakama-tachi no yukue. Kyochō no hina to Momoiro no taiketsu – "La destinazione dei compagni. I pulcini giganti e la resa dei conti a Momoiro" | 6 giugno 2010    | 7 maggio 2012    |
| 454 | A Momoiro, Sanji è stanco di dovere sfuggire ai suoi inseguitori, che hanno dimostrato di essere molto resistenti e forti. Durante una delle sue tante fughe entra nel palazzo reale e finisce nella sala del trono, dove lo attende Caroline, che governa in attesa del ritorno di Ivankov. Caroline gli propone una sfida: se Sanji riuscirà a sconfiggerla riceverà una barca con cui salpare. Sanji accetta così la proposta. I due avversari raggiungono l'arena e si preparano a combattere. Sanji sferra numerosi calci, ma non riesce mai a colpire Caroline. Il vestito che gli è stato fatto indossare inoltre lo mette molto in imbarazzo, per cui Sanji non riesce a combattere al massimo della sua potenza. A un certo punto, Caroline utilizza il Kung Fu dei trans formati per agire sul subconscio di Sanji e lo rende come loro. Sull'isola del tesoro, Chopper porta un po' di cibo a un uccellino. L'animale si era ferito le zampe dopo essere caduto da uno dei nidi e per questo Chopper ha deciso di curarlo, con la speranza che in futuro lo accompagni all'arcipelago Sabaody. Il giorno successivo, Chopper vaga alla ricerca dell'uccellino che ormai è guarito. Lo ritrova, ma i due devono darsi alla fuga quando vengono avvistati da alcuni indigeni. Quando sembra che i due non abbiano più speranze, vengono soccorsi dagli uccelli adulti, che portano in salvo il loro piccolo.                                                                 |                  |                  |
| 455 | La prigionia di Robin 「仲間達の行方 革命軍と暴食の森の罠!」 - Nakama-tachi no yukue. Kakumeigun to bōshoku no mori no wana! – "La destinazione dei compagni. L'armata rivoluzionaria e la trappola nella foresta dell'ingordigia!" | 13 giugno 2010   | 8 maggio 2012    |
| 455 | A Tequila Wolf, Robin, ammanettata, viene interrogata con le maniere forti. Nel frattempo gli schiavi continuano a lavorare in condizioni disumane. Quella stessa sera alcuni uomini attaccano l'accampamento; si tratta dei rivoluzionari. Anche Robin viene liberata e con il suo potere riesce a sconfiggere tutte le guardie che attaccano il gruppo. Sull'arcipelago Boeing Usop rischia di essere mangiato da una pianta mostruosa, ma Hercules lo soccorre prima che sia troppo tardi. Hercules spiega a Usop che le creature dell'isola lo attaccano in continuazione perché è debole. Per rinforzarsi Usop dovrebbe mangiare, ma non c'è nulla che Usop ritiene mangiabile e per questo Hercules lo accompagna in un luogo dove pasta, cioccolato e prosciutto crescono in modo naturale. Usop inizia a mangiare e non si ferma più, finché all'improvviso l'isola inizia a chiudersi in se stessa: si tratta infatti di una gigantesca pianta carnivora. Hercules e Usop riescono a scampare alla morte, ma nel frattempo Usop è diventato obeso. |                  |                  |
| 456 | Strane presenze 「仲間達の行方 巨大の墓標とパンツの恩」 - Nakama-tachi no yukue. Kyodai no hakajirushi to pantsu no on – "La destinazione dei compagni. La lapide gigante e le mutandine della gratitudine" | 20 giugno 2010   | 9 maggio 2012    |
| 456 | Perona è alla ricerca di Zoro, che ha abbandonato il castello che sorge a kuraigana. Poco prima gli aveva spiegato dove si trovano le sue spade, ma Zoro si era perso per via del suo pessimo senso dell'orientamento. Alla fine Perona lo aveva accompagnato e gli aveva spiegato che non lo temeva. Il suo piano prevedeva di restituirgli le sue armi per poi costringerlo ad accompagnarla a Thriller Bark, ma improvvisamente Zoro se ne era andato. Dopo averlo rintracciato, Perona si offre di accompagnarlo fino alle coste dell'isola. Durante il cammino i due vengono spiati da alcune creature, dopodiché raggiungono alcune rovine. Mentre Zoro e Perona ammirano una gigantesca croce di legno, le creature escono allo scoperto e li attaccano: sono veloci e abili con le spade e soprattutto sono numerose. Brook si trova a Namakura, dove la popolazione crede che sia venuto a salvarli. Per questo le persone esaudiscono tutte le sue richieste, finché Brook non chiede spiegazioni riguardo alla loro situazione. Pekkori, che comanda la tribù, gli spiega che per lungo tempo il villaggio è preda della tribù Braccialunghe, che ruba cibo e soldi e rapisce le persone. All'improvviso ha inizio un'altra scorribanda; tutti non li fermano perché contano su Brook. Lo scheletro decide di sdebitarsi componendo una canzone. |                  |                  |
| 457 | Legame tra fratelli 「海軍本部直前回想特別編 兄弟の誓い!」 - Marinfōdo chokuzen kaisō supesharu. Kyōdai no chikai! – "Flashback speciale prima di Marineford. Il giuramento dei fratelli!" | 27 giugno 2010   | 10 maggio 2012   |
| 457 | Rufy ricorda diversi momenti del suo passato legati agli eventi che lo attendono. Il ragazzo riporta alla mente la sua infanzia assieme ad Ace, la riunione con quest'ultimo ad Alabasta, occasione nella quale ha ricevuto la sua Vivre Card, il momento in cui ha saputo dell'esecuzione del fratello, l'incontro con Barbanera e il confronto con quest'ultimo a Impel Down. Nel frattempo, Ace ripensa al suo duello con Teach. |                  |                  |
| 458 | I tre Ammiragli 「海軍本部直前回想特別編 集結! 三大将」 - Marinfōdo chokuzen kaisou supesharu. Shūketsu! San Taishō – "Flashback speciale prima di Marineford. A rapporto! I tre Ammiragli" | 11 luglio 2010   | 11 maggio 2012   |
| 458 | Mentre Rufy prosegue il suo viaggio a bordo della nave della marina a Marineford i membri della Flotta dei sette vengono inviati a prendere posizione sulla costa. Anche gli ammiragli della Marina si preparano a difendere Marineford dall'invasione dei pirati di Barbabianca. Quando mancano tre ore al momento dell'esecuzione Ace viene fatto uscire dalla sua cella per essere condotto sul patibolo. |                  |                  |

## DVD

### Giappone
Gli episodi della tredicesima stagione di One Piece sono stati distribuiti in Giappone anche tramite DVD, quattro per disco, da giugno 2011.
| N° | Data             | Dischi | Episodi | Extra | Fonte  |
| -- | ---------------- | ------ | ------- | ----- | ------ |
| 1  | 1º giugno 2011   | 1      | 422-425 | /     | [ 4 ]  |
| 2  | 1º giugno 2011   | 1      | 430-433 | /     | [ 5 ]  |
| 3  | 6 luglio 2011    | 1      | 434-437 | /     | [ 6 ]  |
| 4  | 6 luglio 2011    | 1      | 438-441 | /     | [ 7 ]  |
| 5  | 3 agosto 2011    | 1      | 442-445 | /     | [ 8 ]  |
| 6  | 3 agosto 2011    | 1      | 446-449 | /     | [ 9 ]  |
| 7  | 7 settembre 2011 | 1      | 450-453 | /     | [ 10 ] |
| 8  | 7 settembre 2011 | 1      | 454-458 | /     | [ 11 ] |
| /  | 23 luglio 2010   | 1      | 426-429 | /     | [ 12 ] |